# Baronía de las Cuatro Torres
La baronía de las Cuatro Torres es un título nobiliario español creado el 7 de febrero de 1790 por el rey Carlos IV a favor de Carlos Morenés y Cazador, regidor perpetuo de Tarragona.

## Barones de las Cuatro Torres
|                        | Titular                           | Periodo                |
| Creación por Carlos IV | Creación por Carlos IV            | Creación por Carlos IV |
| ---------------------- | --------------------------------- | ---------------------- |
| I                      | Carlos Morenés y Cazador          | 1790-1809              |
| II                     | Carlos Morenés y Bertrán          | 1812-1833              |
| III                    | Antonio Morenés y de Pastor       | 1833-1836              |
| IV                     | Carlos Morenés y Tord             | 1857-1906              |
| V                      | Ramón de Morenés y García-Alessón | 1906-1934              |
| VI                     | Ramón de Morenés y Carvajal       | 1934/1950-1959         |
| VII                    | Fernando de Morenés y Carvajal    | 1960-1970              |
| VIII                   | María Teresa Morenés y Urquijo    | 1974-actual titular    |

## Historia de los Barones de las Cuatro Torres
- Carlos Morenés y Cazador (m. 15 de mayo de 1809[2]), I barón de las Cuatro Torres,[1] Era hijo de Tomás Morenés Móra (1686-1776) y de su esposa Manuela de Cazador Pascual, con quien casó en 1733.[3]

Casó en primeras nupcias con María Bertrán Deulofeu y en segundas María Rubies y Brufau. En 10 de abril de 1812, le sucedió su hijo del primer matrimonio:
- Carlos Morenés y Bertrán (Tarragona, 1754[3]-16 de abril de 1856),[4] II barón de las Cuatro Torres,[1] alcalde de Tarragona, regidor honorario del ayuntamiento y de la Junta de Sanidad de la ciudad.[5]

Casó, en 1778 con María Pastor y Rubies (m. 1809), hija de su madrastra. En 21 de junio de 1833, le sucedió su hijo:
- Antonio Morenés y de Pastor (Tarragona, 11 de julio de 1797-17 de diciembre de 1836),[7] III barón de las Cuatro Torres,[1]

Casó, en Barcelona, el 16 de diciembre de 1830, con Antonia de Tord y de Crell, hija de Antonio de Tord y de Sala y de Paula de Crell y de Castellví. En 4 de diciembre de 1857, le sucedió su hijo:
- Carlos Morenés y Tord (Tarragona, 19 de septiembre de 1831-22 de febrero de 1906),[9] IV barón de las Cuatro Torres,[1][10] caballero de la Orden de San Juan de Jerusalén y gran cruz de la Orden de Isabel la Católica, político, historiador, académico de la Real Academia de la Historia[11] y propietario agrario[8] y gentilhombre de cámara de la reina Isabel II de España.

Casó, el 30 de marzo de 1858, con María Fernanda García-Alessón y Pardo de Rivadeneyra (1829-1911), VI condesa del Asalto, y V baronesa de Casa Davalillo. En 23 de junio de 1906, le sucedió su hijo:
- Ramón María Morenés y García-Alessón (La Nou (Tarragona), 19 de septiembre de 1866-Madrid, 16 de julio de 1934),[14] V barón de las Cuatro Torres,[1] VII conde del Asalto, grande de España,[13] III marqués de Grigny (por rehabilitación a su favor en 1902), II conde de la Peña del Moro, gentilhombre de cámara con ejercicio y servidumbre del rey Alfonso XIII, senador vitalicio, maestrante de Zaragoza, diputado a Cortes por Tarragona.[10]

Casó, en Madrid, el 8 de diciembre de 1895 con María Inmaculada de Carvajal y Hurtado de Mendoza (m. 1953), hija de los XVII marqueses de Aguilafuente. En 20 de julio de 1950, le sucedió el segundogénito:
- Ramón María Morenés y Carvajal (Zarauz, 13 de septiembre de 1901-13 de diciembre de 1959), VI barón de las Cuatro Torres,[1] VIII conde del Asalto, grande de España,[13] y III vizconde de Alesón.[10] Soltero, en 25 de noviembre de 1960, le sucedió su hermano:[1]

- Fernando Morenés y Carvajal (La Nou, 20 de septiembre de 1903[10]-10 de marzo de 1970), VII barón de las Cuatro Torres,[1] IX conde del Asalto, grande de España[13] IV marqués de Grigny.

Casó el 26 de noviembre de 1934 con María Teresa de Urquijo y Landecho. En 20 de abril de 1974, le sucedió su hija:
- María Teresa Morenés y Urquijo (n. en 1947), VIII baronesa de las Cuatro Torres,[1] X condesa del Asalto, grande de España,[13] y V marquesa de Grigny.

Casó el 5 de agosto de 1967 con Juan Pedro Domecq y Solís (Sevilla, 1942-Higuera de la Sierra, 18 de abril de 2011).